# Južnohalmaherski jezici
Južnohalmaherski jezici, skupina od sedam austronezijskih jezika koji se govore na Molučkim otocima u Indoneziji. Sastoji se od dviju glavnih skupina a) istočnomakianski-gane jezici i jugoistočni južnohalmaherski jezici, i jezika irarutu [irh], koji je nekad pripadao, kao pobliže neklasificiran, među centralne-istočne malajsko polinezijske jezike. Ostalih šest jezika su:
a) istočnomakianski-Gane jezici (2): gane [gzn] ; istočnomakianski (istočni makian) [mky]
b) jugoistočni južnohalmaherski jezici: buli [bzq]; maba [mqa]; patani [ptn]; sawai [szw].

## Vanjske poveznice
- Ethnologue (14th)
- Ethnologue (15th)